# Врачанци
Врачанци (болг. Врачанци) — село в Болгарии. Находится в Добричской области, входит в общину Добричка. Население составляет 112 человек.

## Политическая ситуация
Врачанци подчиняется непосредственно общине и не имеет своего кмета.
Кмет (мэр) общины Добричка — Петко Йорданов Петков (Болгарская социалистическая партия)  по результатам выборов.